# Amos-Magny flygplats
Amos-Magny flygplats (franska: Aéroport d'Amos/Magny) är en kommunal flygplats i provinsen Québec i Kanada. Den ligger i regionen Abitibi-Témiscamingue, i den sydöstra delen av landet, 400 km nordväst om huvudstaden Ottawa. Den ägs av Amos stad men ligger i grannkommunerna Sainte-Gertrude-Manneville och Trécesson. Amos-Magny flygplats ligger 1 069 fot (326 m) över havet.